# Гоя (корабель)
55°2′00″ пн. ш. 18°3′00″ сх. д. / 55.03333° пн. ш. 18.05000° сх. д.
«Гойя» (нім. Goja) — вантажне судно, побудоване на верфі Akers Mekanika Verksted в Норвегії, спущено на воду 4 квітня 1940 року. Судно було конфісковано німцями після вторгнення в Норвегію. У ніч на 16 квітня 1945 року корабель затонув у Балтійському морі внаслідок торпедування радянським підводним човном Л-3. Загинуло близько 7 000 осіб. За кількістю жертв — це найбільша морська катастрофа в історії.[джерело?]

## Історія катастрофи
4 квітня[джерело?] 1945 року судно «Гойя» стояло в Данцигській бухті, чекаючи завантаження військових та біженців. Бухта перебувала під постійним обстрілом радянської артилерії, один зі снарядів влучив у «Гойю», легко поранивши капітана судна Плюнеке (Plünnecke).
Крім цивільних і поранених військовослужбовців, на борту перебувало 200 солдатів 25-го танкового полку вермахту.
О 19:00 конвой у складі трьох суден: «Гойї», пароплава «Кроненфельс» (Kronenfels) і морського буксира «Егір» (Ägir) — вийшов із Данцигської бухти в супроводі двох тральщиків М-256 і М-328 до міста Свіноуйсьце.
У той час біля виходу з Данцигської бухти в очікуванні німецьких суден перебував радянський підводний човен Л-3 під командуванням Володимира Коновалова. Для атаки він вибрав найбільше судно конвою. Близько 23:00 маршрут конвою було змінено — конвой попрямував до міста Копенгаген.
Щоб наздогнати «Гойю», радянській субмарині довелося йти в надводному положенні на дизелях (У підводному положенні електродвигуни не могли розвинути необхідну швидкість). Л-3 наздогнав «Гойю» і о 23:52 успішно торпедував судно двома торпедами. «Гойя» затонула через сім хвилин після торпедної атаки, при цьому загинуло від 6 000 до 7 000 осіб. Точна кількість людей, що перебували на судні, залишилось невідомою. Кораблям супроводу вдалося врятувати 157 осіб, протягом наступного дня іншими кораблями було виявлено ще 28 живих людей.
Настільки швидке потоплення корабля пояснюється тим, що судно «Гойя» не було пасажирським і не мало перегородок між відсіками, як це було передбачено для пасажирських кораблів.